# 敝衣仙人

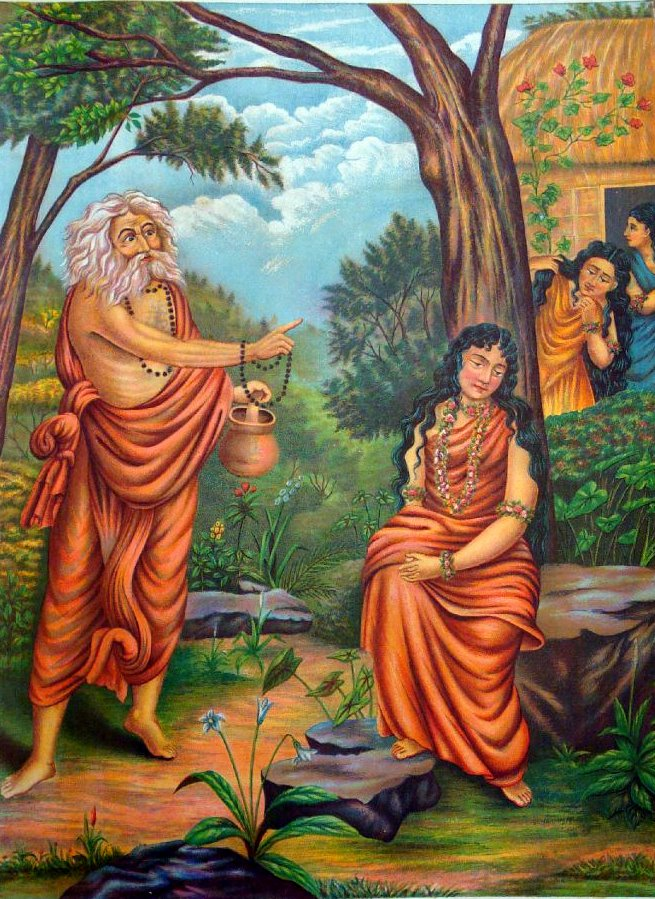
敝衣仙人诅咒沙恭多罗

敝衣仙人（天城体：दुर्वास，IAST：Durvāsa）印度神话中最著名的仙人之一，其形象表现为脾气古怪的老隐士。

## 简介
按照传统说法，敝衣仙人是生主阿低利之子。也有神话认为他是湿婆之子，或湿婆本人的化身（梵卵往世书说，敝衣仙人是湿婆大神心中的愤怒所化）。敝衣仙人是一个标准的苦行修道士，以动辄发怒的暴躁性格著称。他是传统礼仪规矩的维护者，对行为不逊的人（特别是对客人招待不周的人）屡屡发出威力强大的诅咒，哪怕他们犯下的是极其微小的错误或仅仅只是得罪了仙人本人；这些诅咒使非常之多的天神和凡人遭了殃。
在印度传说中因得罪敝衣仙人而遭到惩罚的例子很多，几乎成了一种公式化的情节，经常出现在文学作品中作为故事发生大转折的动力。以下是一些著名的例子：神王因陀罗因轻视敝衣仙人赠送的花环颈饰，而被愤怒的仙人诅咒，失掉了世界的统治权；黑天必恭必敬地接待了敝衣仙人，但却忘了拭去落在仙人脚上的食物残渣，于是敝衣仙人预言了黑天之死；沙恭达罗因为沉醉在对情人豆扇陀的幻想中而怠慢了敝衣仙人，结果仙人诅咒说豆扇陀会忘记她。这类情节可以出现在很晚近的传说中，如印度教斯瓦米纳拉扬派的信徒认为，该派创始人斯瓦米纳拉扬是大神那罗延因遭敝衣仙人诅咒而降临在凡间的化身。
有时候仅仅是敝衣仙人的出现就意味着不幸。在罗摩衍那最后一卷中，主人公罗摩曾与死神谈话。死神说他们交谈的内容不能被任何人听到，违者必死。罗摩派自己最信任的弟弟罗什曼那守卫在门外。这时敝衣仙人突然驾到，提出要见罗摩。罗什曼那很有礼貌地请这位大仙稍等一会儿，然而仙人立刻就翻了脸，声称如不能马上见到罗摩就要诅咒整个国家。罗什曼那想，与其让所有人都死不如让自己一个人死，于是闯进了罗摩与死神谈话的场所把罗摩叫了出来。罗摩殷勤地接待了敝衣仙人，却发现他只是想吃顿饭。不久罗什曼那果然大限来临，因陀罗把他接上了天堂。这个情节被一些评论者认为是完全多余和不自然的，它似乎只是为了使主要人物之一的罗什曼那死掉才写进去的。
敝衣仙人偶尔也会赐人以好运。般度王之妻贡蒂在还是少女时曾接待过敝衣仙人，令仙人感到十分满意，于是就教给她一个咒语，靠这个咒语可以召唤任何天神前来与她交配。贡蒂出于好奇召来了太阳神苏利耶，结果生出了俱卢族的大将迦尔纳。后来般度王遭到紧陀摩仙人的诅咒，无法与女人性交导致将要绝后时，贡蒂便利用这个咒语召来5位大神。这些神与贡蒂及般度的另一个妻子玛德利交合，生出了般度五子。

## 资料来源
- 《世界神话辞典》，辽宁人民出版社，ISBN 7-205-00960-X
- 《罗摩衍那》，VII，季羡林文集第24卷